# 第4回日刊體育日劇大賞
第3回← - 第4回 - 第5回→
第4回日刊體育日劇大賞是由日刊體育針對2001年播出的連續劇做出的觀眾投票。 

## 最佳作品獎
- HERO

## 最佳男主角
- 木村拓哉（HERO）

## 最佳女主角
- 友阪理惠（讓愛說出來）

## 最佳男配角
- 上川隆也 （讓愛說出來）

## 最佳女配角
- 涼風真世（霓裳夢想家）

## 最佳新人獎
- 山下智久（池袋西口公園）